# Pyramica vodensa
Pyramica vodensa är en myrart som först beskrevs av Bolton 1983.  Pyramica vodensa ingår i släktet Pyramica och familjen myror. Inga underarter finns listade i Catalogue of Life.